# 파우 마소
파우 마소(Pau Masó, 1986년 1월 14일~)는 스페인의 영화 감독, 각본가, 배우이다.

## 출연 작품
- 헌티드 폴란드: 더 오리진스 (2014)
- 알렉산드르스 프라이스 (2013)
- 나비드조나 폴스카 (2011)